# Lucrinus putus
Genre
Espèce
Lucrinus putus, unique représentant du genre Lucrinus, est une espèce d'araignées aranéomorphes de la famille des Linyphiidae.

## Distribution
Cette espèce est endémique d'Afrique du Sud. Elle a été découverte à Clanwilliam au Cap-Occidental.

## Publication originale
- O. Pickard-Cambridge, 1904 : Descriptions of some new species and characters of three new genera, of Araneidea from South Africa. Annals of the South African Museum, vol. 3, p. 143-165 (texte intégral).